# Liste der Biografien/Freg
Liste der Biografien |
Portal Biografien |
Personensuche
# |
A |
B |
C |
D |
E |
F |
G |
H |
I |
J |
K |
L |
M |
N |
O |
P |
Q |
R |
S |
T |
U |
V |
W |
X |
Y |
Z |
?
 
Fa |
Fe |
Ff |
Fh |
Fi |
Fj |
Fk |
Fl |
Fm |
Fn |
Fo |
Fr |
Ft |
Fu |
Fy
 
Fra |
Frc |
Fre |
Frg |
Fri |
Frk |
Frl |
Fro |
Fru |
Fry
 
Frea |
Freb |
Frec |
Fred |
Free |
Freg |
Freh |
Frei |
Frej |
Frek |
Frel |
Frem |
Fren |
Freo |
Frep |
Freq |
Frer |
Fres |
Fret |
Freu |
Frev |
Frew |
Frey |
Frez
Die Liste der Biografien führt alle Personen auf, die in der deutschsprachigen Wikipedia einen Artikel haben. Dieses ist eine Teilliste mit 24 Einträgen von Personen, deren Namen mit den Buchstaben „Freg“ beginnt.

## Freg

### Frega
- Frega, Ana Lucía (* 1935), argentinische Musikpädagogin
- Frega, Salvatore (* 1989), italienischer Pianist und Komponist für zeitgenössische und experimentelle Musik

### Frege
- Frege, Christian Ferdinand (1780–1821), deutscher Bankier und Kaufmann
- Frege, Christian Gottlob (1715–1781), deutscher Handels- und Ratsherr
- Frege, Christian Gottlob II (1747–1816), deutscher Bankier und Kaufmann
- Frege, Christian Gottlob III (1778–1855), deutscher Bankier
- Frégé, Élodie (* 1982), französische Popsängerin
- Frege, Ferdinand Ludwig (1804–1883), deutscher evangelischer Theologe und Historiker
- Frege, Gottlob (1848–1925), deutscher Logiker, Mathematiker und PhilosophGottlob Frege (1848–1925)

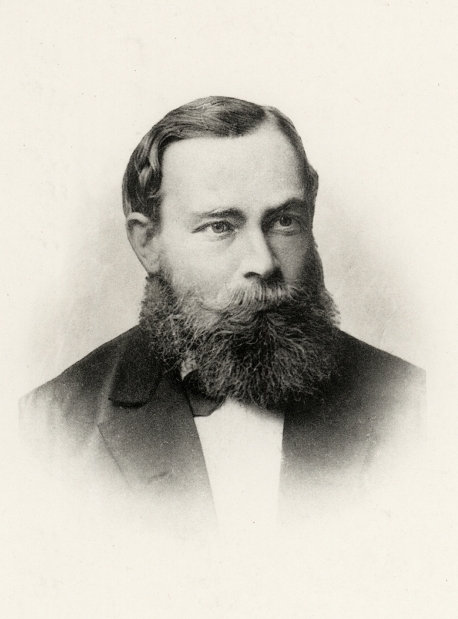
Gottlob Frege (1848–1925)

- Frege, Judith, deutsche Balletttänzerin, Tanzpädagogin, Choreographin und Buchautorin
- Frege, Livia (1818–1891), deutsche Sängerin (Sopran) und Mäzenin
- Frege, Ludwig (1884–1964), deutscher Jurist, erster Präsident des Verwaltungsgerichts Berlin, erster Präsident des Bundesverwaltungsgerichtes
- Frege, Michael (* 1959), deutscher Anwalt und Insolvenzverwalter
- Frege, Woldemar (1811–1890), deutscher Jurist und Hochschullehrer
- Frege-Weltzien, Arnold Woldemar von (1846–1916), deutscher Rittergutsbesitzer und Politiker, MdR, MdL (Königreich Sachsen)
- Fréget, Yoann (* 1989), französischer Popsänger
- Frégevize, Frédéric (1770–1849), Schweizer Porträt-, Historien-, Landschafts- sowie Porzellan- und Miniaturmaler

### Fregi
- Frégier, Honoré-Antoine (1789–1860), französischer Zollbeamter und Wirtschaftswissenschaftler

### Frego
- Frego, Penelope (* 1992), italienische Schauspielerin und Hörspielsprecherin
- Fregoli, Leopoldo (1867–1936), italienischer Verwandlungskünstler
- Fregonese, Hugo (1908–1987), argentinischer Filmregisseur
- Fregosi, Carlo (1890–1968), italienischer Turner
- Fregoso, Federigo († 1541), italienischer Kardinal, Erzbischof von Salerno und Bischof von Gubbio
- Fregoso, Ramón († 1950), mexikanischer Unternehmer und Fußballfunktionär